# Paul Nassif
 (septembre 2020).
Le contenu est difficilement compréhensible vu les erreurs de traduction, qui sont peut-être dues à l'utilisation d'un logiciel de traduction automatique.
Pour les articles homonymes, voir Nassif.
Paul Sabin Nassif, né le 6 juin 1962 à Los Angeles (Californie), est un chirurgien plasticien libano-américain et une personnalité de la télévision. 
Il se spécialise dans la chirurgie plastique faciale, spécifiquement la rhinoplastie. Il est membre de l'American Society for Aesthetic Plastic Surgery,. Nassif est également apparu dans de nombreux médias pour discuter de la chirurgie esthétique. Son travail a été présenté dans Entertainment Tonight, Good Morning America, People, USA Today, Los Angeles Times, Associated Press et The Wall Street Journal. 
Depuis 2014, il co-présente la série de téléréalité Botched avec le Dr Terry Dubrow, sur la chaîne E!. En parallèle il est apparu dans les télé-réalités Dr. 90210 ainsi que dans les trois premières saisons de The Real Housewives of Beverly Hills, où son ex-femme Adrienne Maloof était membre principale du casting.

## Biographie

### Éducation
Nassif,, a étudié à la Loyola High School à Los Angeles et a continué à fréquenter l'Université de Californie du Sud, obtenant son diplôme en 1984. Il a fréquenté l'Université de médecine et des sciences Rosalind Franklin and Chicago Medical School au cours de ses deux premières années de formation médicale, ainsi que l'Université de Southern California School of Medicine pendant les deux dernières années, obtenant son diplôme en 1992. Il a effectué un internat en chirurgie générale au Centre des sciences de la santé de l'Université du Nouveau-Mexique, suivi d'une résidence en oto-rhino-laryngologie - chirurgie de la tête et du cou à l'Université du Nouveau-Mexique de 1993 à 1997. Il a par la suite complété une bourse de recherche[anglicisme à remplacer] en chirurgie plastique et reconstruction faciale à la St. Louis University School of Medicine en 1998.

### Vie privée
Le 2 mai 2002, Paul Nassif épouse Adrienne Maloof, copropriétaire de diverses participations commerciales des sociétés Maloof. Le couple a eu trois fils et résidaient à Beverly Hills en Californie. Le 30 juillet 2012, le couple se sépare après dix ans de vie commune, ils divorcent le 8 novembre 2012. 
Le 28 septembre 2019, Paul Nassif épouse Brittany Pattakos à Santorin, en Grèce, ils ont une fille, Paulina, née le 12 octobre 2020 et un garçon, Paul Jr, né le 9 janvier 2025.